# Valentí Font i Oller
Valentí Font i Oller (Barcelona, 5 de maig de 1910 - Girona, 30 de juliol de 1991) fou un futbolista català de la dècada de 1930.

## Trajectòria
Jugava a la posició de migcampista. Començà a destacar defensant els colors del FC Badalona. L'any 1934 va ingressar al FC Barcelona, club on jugà un total de 68 partits i marcà 2 gols. L'any 1934 fitxà pel CE Sabadell, club on jugà durant sis temporades, fins al 1940. Fou internacional amb la selecció catalana de futbol durant els anys 1930.